# Hon'inbō San'etsu
Hon'inbō San'etsu (本因坊算悦; 1611 – 1658) fu un goista professionista giapponese 8 dan e il secondo capo della casata Hon'inbō.

## Biography
San'etsu fu il secondo Hon'inbō. Di minore età all'epoca della morte di Hon'inbō Sansa, ereditò una situazione difficile, in quanto non poteva ricevere la dotazione ufficiale per la casata. Sansa chiese a Nakamura Dōseki di fungere da tutore di San'etsu, e grazie all'intercessione di Dōseki, fu negoziata una fornitura annua di 30 koku di riso. Durante la sua minore età, la posizione di capo della casata Hon'inbō fu vacante, in quanto la casata ufficialmente non esisteva.
Giocò una partita internazionale, dando a Peichin Tsuhanoko del Regno delle Ryūkyū un handicap di due pietre, quando questi si recò in Giappone con un'ambasciata di Ryukyuani nel1634.
L'apice della carriera professionistica di San'etsu fu in occasione della partita come sfidante contro Yasui Sanchi: dal 1645 al 1653 giocarono sei partite di oshirogo, ma il risultato fu di 3-3, e nessuno dei due poté passare da 8 dan a Meijin.